# Бондаренко Анатолій Павлович
Анато́лій Па́влович Бондаре́нко (нар. 20 вересня 1950) — український журналіст, редактор, ведучий телеканалу «Інтер».

## Життєпис
Здобув вищу освіту на факультеті журналістики Київського державного університету імені Тараса Шевченка, який закінчив у 1982 році.
Після навчання розпочав журналістську кар'єру в Головній редакції інформації УТ — працював випусковим редактором програм «Актуальна камера» та «Новини».
У 1989—1990 роках створив власну авторську інформаційну програму «Вечірні новини», яка спочатку виходила в ефір щочетверга в перерві Молодіжної студії «Гарт», а потім щоденно.
У 1992 році почав працювати на першому незалежному комерційному каналі УТ-3. Був шеф-редактором творчої групи суботнього ефіру, автором і ведучим кількох музичних і розважальних програм («Хіт-Рік», «Для Вас», «Віннер», «Вечірні розваги для дорослих»). Всі програми виходили в живому ефірі.
У квітні 1997 року з розважальними проєктами «Хіт-Рік» та «Зірки» перейшов працювати на «Інтер». З 2002 по 2022 рік був ведучим програми «Жди меня. Україна». Також працював редактором документальних програм закордонних виробників, відповідав за розважальні і видовищні проєкти, як Міс Всесвіт, Міс Світу, Міс Європа. З 2022 по 2023 рік був ведучим програми «Шукаю тебе» на телеканалі «НТН».